# Alessandro Donati (ciclista)
Alessandro Donati (Atri, 8 maggio 1979) è un dirigente sportivo ed ex ciclista su strada italiano, professionista dal 2004 al 2012, che conta due partecipazioni al Giro d'Italia. Dal 2020 è direttore sportivo alla Bardiani-CSF-Faizanè.

## Carriera
Dopo diverse stagioni tra i dilettanti Elite/Under-23, Donati passò professionista nel 2004 nell'Acqua & Sapone di Palmiro Masciarelli, squadra in cui ha sempre militato fino al ritiro, avvenuto nel 2012. I principali piazzamenti sono stati i terzi posti nella terza tappa del Tour of Japan del 2007 e al Giro del Medio Brenta nel 2008.

## Palmarès
- 2002 (Dilettanti Elite/Under-23)

43ª Coppa Messapica
3ª tappa Giro ciclistico della provincia di Cosenza (Luzzi > Cosenza)
- 2003 (Dilettanti Elite/Under-23)

Coppa Papà Espedito

## Piazzamenti

### Grandi Giri
- Giro d'Italia

2009: 109º
2010: 75º

### Classiche monumento
- Milano-Sanremo

2010: 144º
2011: 121º
- Giro di Lombardia

2012: ritirato